# Woeste grond (televisieserie)
Woeste grond is een Nederlandse dramaserie over drie generaties van de boerenfamilie Ottink in Twente. De serie is bedacht, en voor een deel geregisseerd, door Johan Nijenhuis.

## Rolverdeling

### Grootouders
- Grada Ottink - Anne-Mieke Ruyten
- Bats Ottink - Laus Steenbeeke

### Kinderen en schoonkinderen
- Dinant Ottink - Hendrik Jan Bökkers
- Vera Perik - Peggy Vrijens
- Otto Ottink - Bas Keijzer
- Tessa Ottink - Esma Abouzahra
- Marloes Ottink - Aniek Stokkers

### Kleinkinderen
- Snoek Ottink (zoon Dinant en Vera) - Fedja Louman
- Britt Ottink (dochter Dinant en Vera) - Pip Lieke Lucas
- Romy Ottink (dochter Dinant en Vera) - Linde Tijhof
- Mitchell Ottink (zoon Marloes) - Leon Bijenhof
- Doo Ottink (dochter Otto en Tessa) - Aimee Weber
- Wim Ottink (zoon Otto en Tessa) - Bauke van den Berg

### Overige rollen
- Lianne van Iersel (vriendin Dinant) - Anouk Maas
- Coco (collega Lianne) - Dook van Dijck
- Fleur Braadhuis - Jeske Van de Staak
- Schreurs (leider Boerengrondsverzet) - Paul Krijnsen
- Netty (buurvrouw)  - Evelien Harberink
- Layla (vriendin Romy) - Belicia Kuiper
- Sasha (vriend Britt) - Davy Gomez
- Gregory (vriend Marloes) - Dawit de Koning
- Gynaecoloog - Glenn Coenen
- Manja Perik - Magda Nij Bijvank
- Boer Nikkels - Jan Roerink
- Beveiliger asielzoekerscentrum - Tim Oortman
- Arts - Willemijn de Jonge
- Yhugo (ex-vriend Lianne) - Robbert Bleij
- Veevoederverkoper - Jeroen Ottink
- Jennifer (vriendin Romy) - Yasmin Heidry
- Ralph (fondsbeheerder) - Dinand Warringa

## Productie
De opnames vinden plaats in en om een leegstaande boerderij in Hoge Hexel in de gemeente Wierden die door de overheid was uitgekocht als piekbelaster vanwege de stikstofcrisis. Deze boerderij grenst aan het natuurgebied Wierdense Veld. Scènes waarin koeien te zien zijn worden opgenomen op een andere boerderij. De Brink in Den Ham wordt gebruikt voor opnames in het dorpscentrum van het dorp waar de boerderij onder valt.
Vanaf 23 december 2024 worden gedurende vier weken op werkdagen twintig van de opgenomen veertig afleveringen uitgezonden. De overige twintig afleveringen volgen vanaf maandag 4 augustus 2025 in het tweede seizoen. In juni 2025 zijn de opnames voor het derde en vierde seizoen begonnen.

## Kijkcijfers
Op de eerste uitzenddag, 23 december 2024, stond de serie op de zesde plaats van meest bekeken programma's op alle zenders. Het scoorde die dag nog beter dan de vergelijkbare televisieserie Goede tijden, slechte tijden die een kijkcijfer van 862.000 had.
| Seizoen 1               | Maandag   | Dinsdag   | Woensdag  | Donderdag | Vrijdag   |
| ----------------------- | --------- | --------- | --------- | --------- | --------- |
| 23 dec '24 - 27 dec '24 | 1.130.000 | 1.051.000 | 922.000   | 899.000   | 1.004.000 |
| 30 dec '24 - 3 jan '25  | 960.000   | 866.000   | 1.014.000 | 1.054.000 | 959.000   |
| 6 jan '25 - 10 jan '25  | 1.101.000 | 1.118.000 | 1.120.000 | 1.102.000 | 950.000   |
| 13 jan '25 - 17 jan '25 | 1.145.000 | 1.021.000 | 1.051.000 | 1.037.000 | 1.187.000 |
| Seizoen 2               |           |           |           |           |           |
| 4 aug '25 - 8 aug '25   | 1.189.000 | 1.021.000 | 946.000   | 947.000   | 1.006.000 |
| 11 aug '25 - 15 aug '25 | 883.000   | 843.000   | n.n.b.    | n.n.b.    | n.n.b.    |
| 18 aug '25 - 22 aug '25 | n.n.b.    | n.n.b.    | n.n.b.    | n.n.b.    | n.n.b.    |
| 25 aug '25 - 29 aug '25 | n.n.b.    | n.n.b.    | n.n.b.    | n.n.b.    | n.n.b.    |